# Opération Boris
L'opération Boris est un projet britannique d'intervention militaire au Zanzibar élaboré à la suite de la révolution de 1964. Il a été conçu autour du 20 février et devait consister en un assaut en parachute sur Unguja depuis le Kenya. L'opération est abandonnée à cause de l'insécurité dans ce pays et du refus du gouvernement kényan de l'utilisation de ses pistes d'atterrissage.